# Hängebrücke Weimar

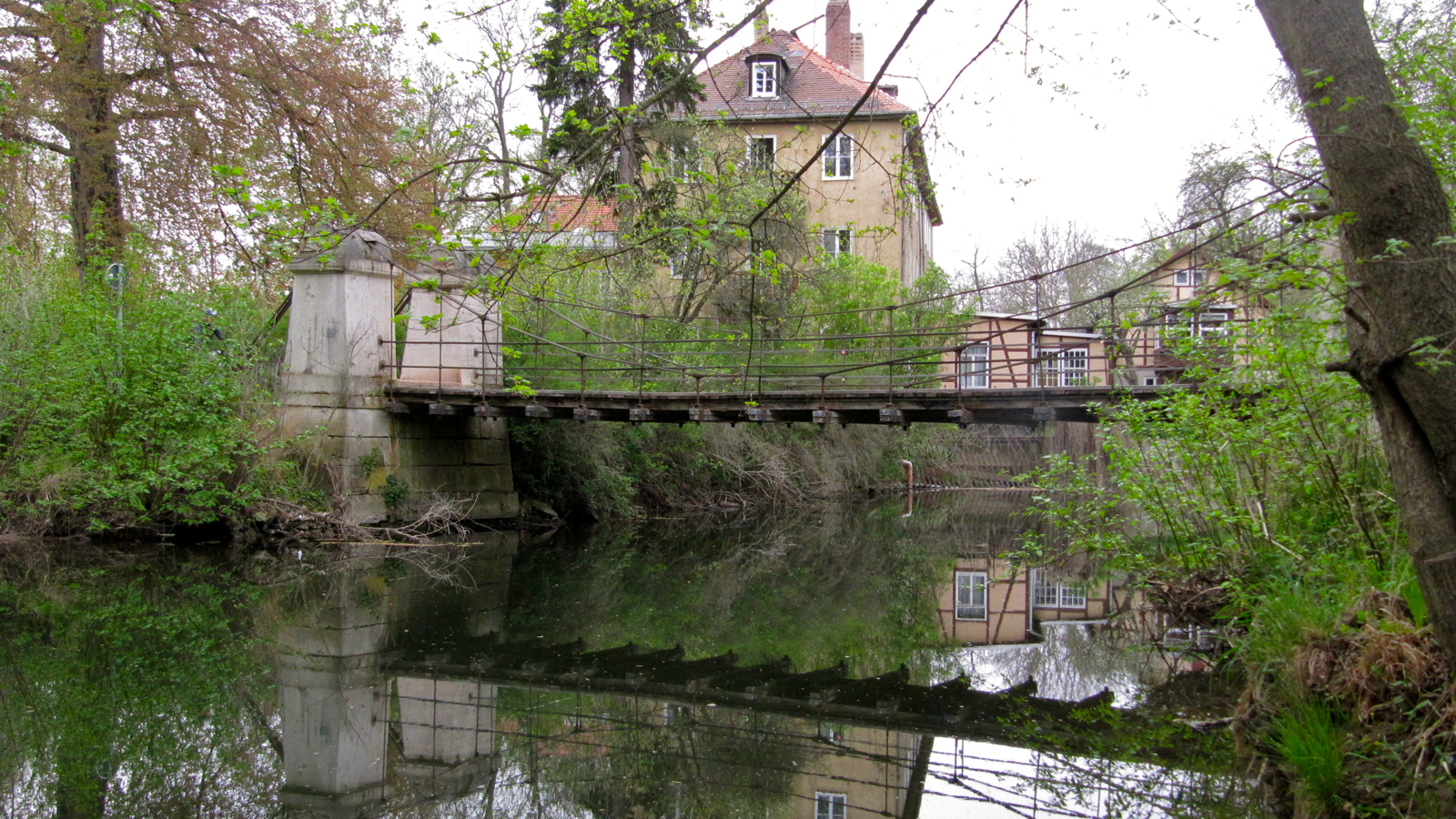
Hängebrücke über die Ilm in Weimar, 2012

Die Hängebrücke Weimar (auch Schaukelbrücke genannt) verbindet die Belvederer Allee in Weimar unweit der Falkenburg mit dem Park an der Ilm. Unter ihr fließt die Ilm. Sie befindet sich im östlichen Teil des Parks. Sie gilt als älteste erhaltene Hängebrücke Deutschlands, wenn man den 1824 errichteten Kettensteg in Nürnberg wegen seiner zahlreichen Sanierungen nicht gelten lassen will.
Zunächst befand sich eine hölzerne Brücke an deren Stelle, welche wahrscheinlich eine Flößerbrücke war. Die massive Ausführung erfolgte 1833. Die etwa zwei Meter breite Brücke hat eine Länge von 14 Metern.
Die Kettenbrücke besteht aus jeweils zwei massiven Steinpfeilern, die auf Holzpfählen gegründet sind, aus Travertin, auf denen das Stahlkettengespann, eigentlich durch Niete verbundene Stahlbänder (Augenstab), die wiederum als Gleitlager fungieren, welches den Boden trägt, ruht. Das Stahlkettengespann bildet gleichzeitig das Geländer. Hinter den Steinpfeilern befindet sich die Rückverankerung durch Stahlbänder, die hinter den Pfeilern die Last abfangen. Dem Typ nach ist es damit eine „echte Hängebrücke“.
Die Pfeiler aus Kalkstein sind oben durch eine runde Endung mit ausgearbeiteter Muschel verziert. Den Entwurf fertigte der Weimarer Baurat Karl Friedrich Christian Steiner.
Die Schäden durch das Hochwasser 2013 führten zu einer zeitweiligen Sperrung der Brücke. Seitdem wurden umfassende Sanierungs- und Rekonstruktionsarbeiten ausgeführt.
2018 erhielt die Sanierung der Hängebrücke Weimar durch Johann Philipp Jung, Klassikstiftung Weimar, und Oliver Hahn vom IBW Ingenieurbüro für Bauwerkserhaltung Weimar GmbH den Deutschen Brückenbaupreis 2018.